# Pfarrkirche Altenkirchen

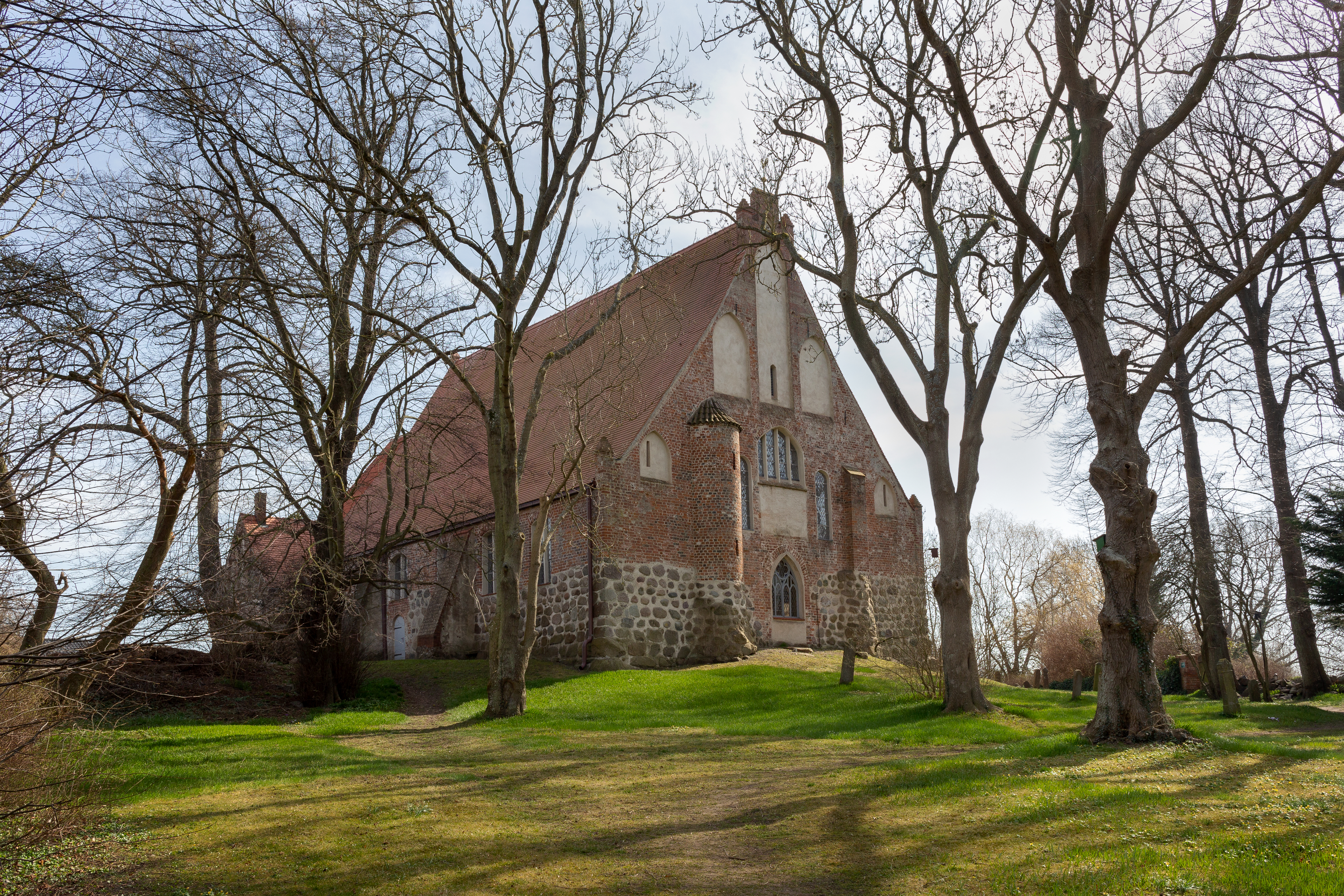
Westfassade der Kirche

Die evangelische Kirche zu Altenkirchen ist eines der ältesten Kirchengebäude auf der Insel Rügen und ist der Backsteinromanik zuzurechnen. Die Pfarrkirche liegt im Ortskern des Dorfes Altenkirchen und bildet mit der St.-Pauli-Kirche in Bobbin sowie den Kapellen in Dranske, Glowe und Vitt eine Gemeinde, die seit 2012 zur Propstei Stralsund in der Evangelisch-Lutherischen Kirche in Norddeutschland gehört. Vorher zählte sie zum Kirchenkreis Stralsund der Pommerschen Evangelischen Kirche.

## Geschichte

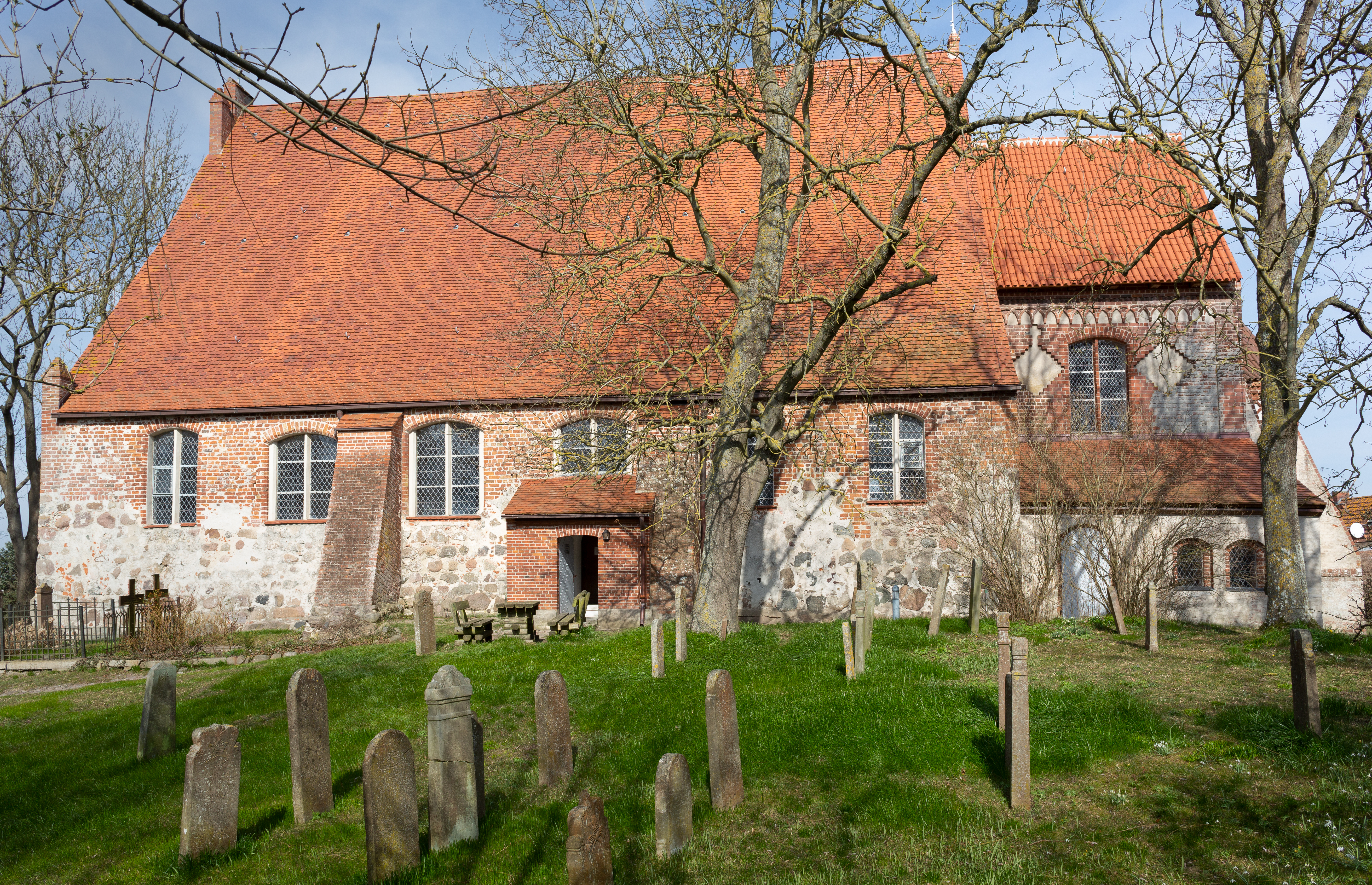
Ansicht von Süden, im Vordergrund historische Gräber

Der Vorgängerbau der Kirche könnte ein slawischer Begräbnishügel gewesen sein. Bald nach der Christianisierung Rügens errichteten dänische Bauleute die Kirche ab 1168 als dreischiffige, romanische Basilika. Damit ist die Kirche neben der St.-Marien-Kirche in Bergen das älteste Gotteshaus auf Rügen.
Der romanische Kernbau hatte ursprünglich eine flache Holzdecke. Ein zunächst einjochiger Chor mit eingerückter Apsis und das Mittelschiff mit zugemauerten Pfeilerarkaden dienten als provisorisches Langhaus. 1200 wurde die Pfarrkirche Altenkirchen geweiht.
In gotischer Zeit, wohl in der zweiten Hälfte des 14. Jahrhunderts, wurde der Bau mit einem Kreuzrippengewölbe versehen. Der Bau wurde um 2 Joche nach Westen erweitert, die Pfeilerarkaden wurden geöffnet, Seitenschiffwände ergänzt. Die Obergadenfenster wurden jedoch zugemauert, sodass eine dreischiffige Pseudobasilika entstand.  Ein neues Dach überspannte nun alle drei Schiffe.
Im 19. Jahrhundert wurde das Westportal zugemauert, Kirchengestühl im neugotischen Stil wurde montiert. Die romanische Ausmalung von Apsis und Triumphbogen sowie die gotische Farbigkeit der übrigen Kirche wurden im 20. Jh. nach restauratorischen Befunden ergänzt.
Der freistehende, hölzerne Glockenstuhl der Kirche stammt vermutlich aus dem 17. Jahrhundert; dendrochronologische Untersuchungen aus dem Jahr 1994 ergaben jedoch, dass der Turm auch aus dem Jahr 1360 stammen könnte und damit deutlich älter sein könnte.

## Ausstattung

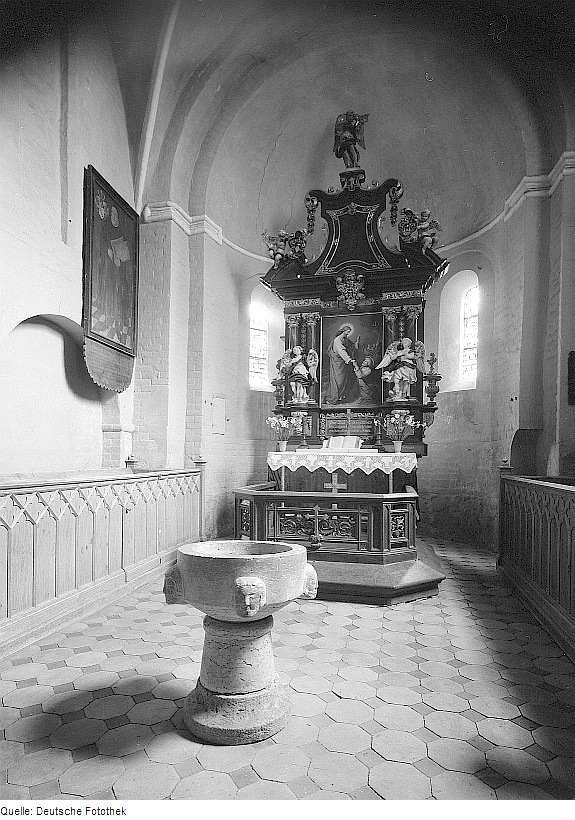
Altar und Taufstein

Chor und Apsis sind mit dekorativen Zahn- und Dreieck-Friesen und Kopfkonsolen verziert.
Der Taufstein wurde um 1240 aus Kalk von Gotland gefertigt. Seine vier Köpfe verkörpern die Paradiesflüsse Pischon, Gihon, Tigris und Euphrat. Unter den zahlreichen Taufsteinen, die im 13. Jh. aus Gotland eingeführt wurden, handelt es sich hier wohl um das älteste Exemplar. Das nächstälteste Stück der Kirche ist ein Triumphkreuz aus dem 14. Jahrhundert, das 1979 restauriert wurde.
Aus dem Barock stammen der Altar, der 1724 in der Werkstatt des Elias Keßler aus Stralsund gefertigt wurde. Das Altarbild von Karl Gottfried Pfannschmidt aus dem Jahr 1863 zeigt den sinkenden Petrus.

## Sakristei

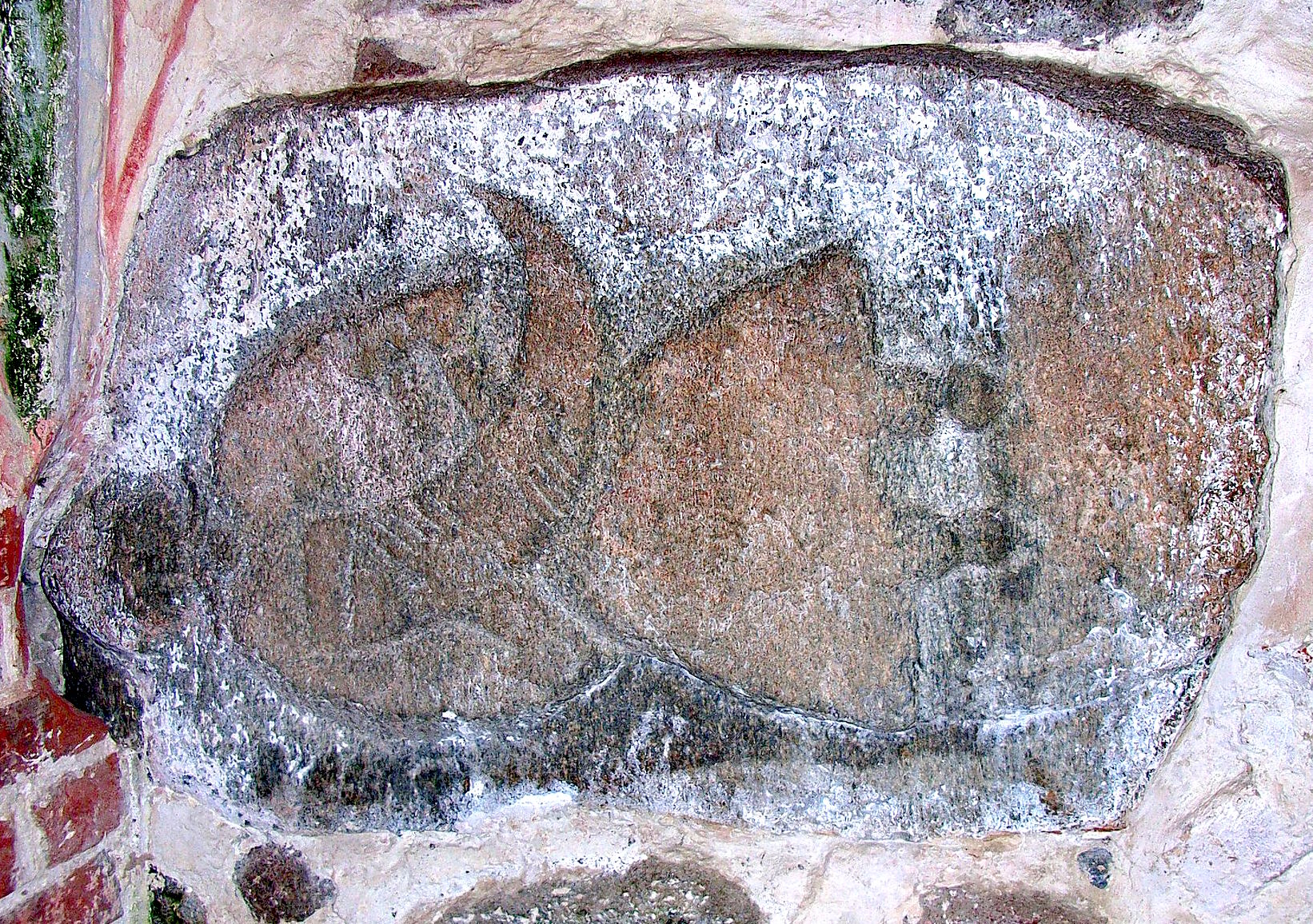
Der Svantevitstein

In die Sakristei der Kirche eingelassen befindet sich der Priesterstein oder Svantevitstein – direkt über dem Fundamentsockel auf der Seite liegend verbaut. Zu diesem Stein gibt es verschiedene Deutungen. Mit großer Wahrscheinlichkeit ist dieses Steinrelief vor der 1168 einsetzenden Christianisierung Rügens entstanden und könnte den Priester des Slawengottes Svantovit darstellen, denn nur er hatte das Recht, das große verzierte Trinkhorn des Svantevit zu berühren. Es könnte sich aber auch um den Grabstein von Fürst Tezlaw handeln, dem nach der dänischen Eroberung Rügens die Halbinsel Wittow zugesprochen worden war. Des Weiteren wird angenommen, dass die Seitenlage des Steins die Überlegenheit des Christentums über die frühere Religion darstellen sollte.

## Orgel

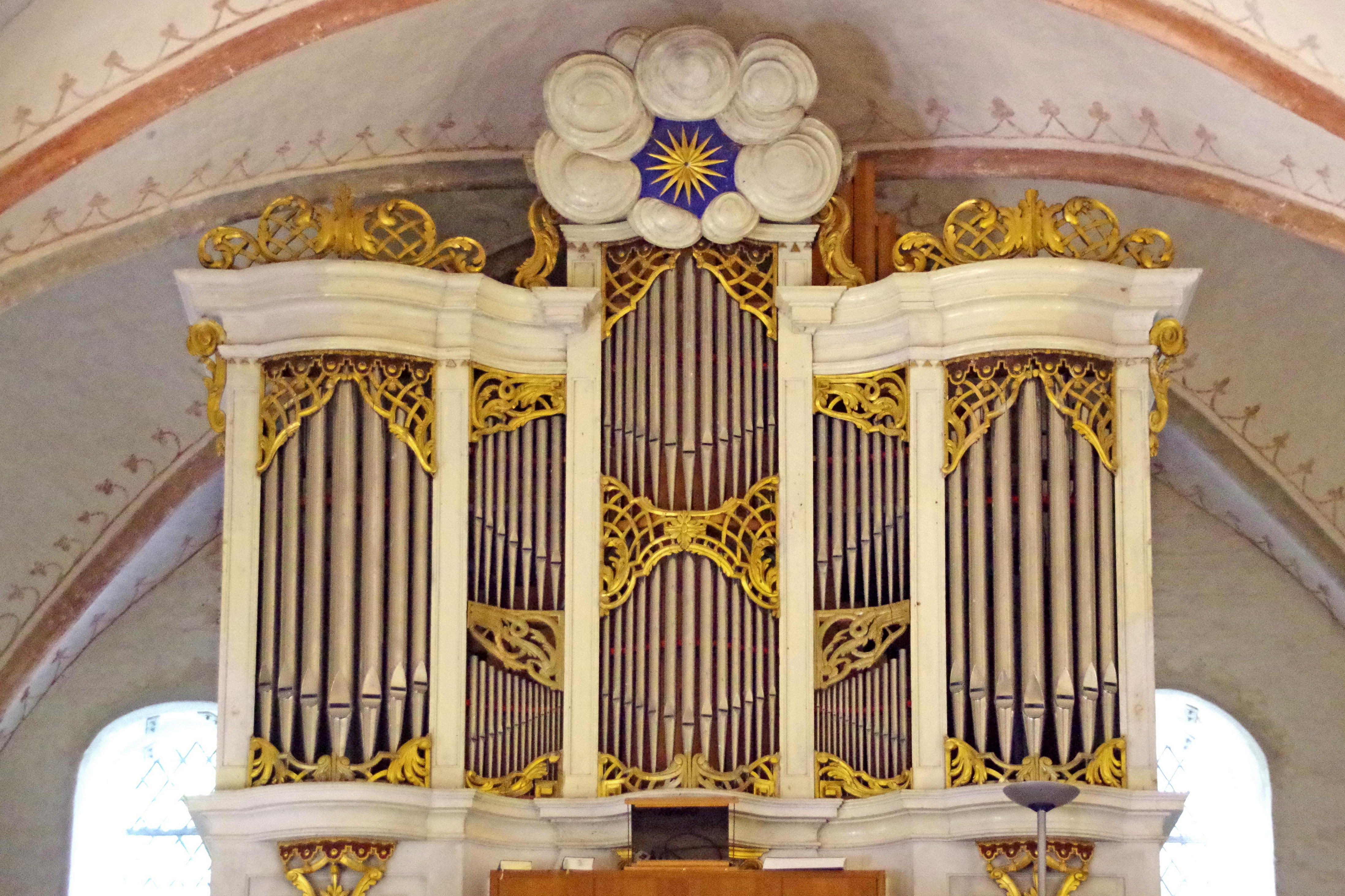
Böhm-Orgel in barockem Gehäuse

Die zweimanualige, im Jahre 1750 in Berlin von Ernst Julius Marx gebaute Orgel wurde 1798 von Christian Erdmann Kindten von ihrem Standort, einer Kattunfabrik, nach Altenkirchen umgesetzt. Von dieser Orgel sind nur das barocke Gehäuse und Teile des Quintaton-8′-Registers erhalten. 1971 wurde die Orgel von Gerhard Böhm aus Gotha hinter dem alten Prospekt mit folgender Disposition neu errichtet.
| I Manual C–g3 |       |
| Prinzipal     | 8′    |
| Rohrflöte     | 8′    |
| Oktave        | 4′    |
| Quinte        | 2 ⁄3′ |
| Waldflöte     | 2′    |
| Mixtur V      | 1′    |

| II Manual C–g3    |    |
| Gedackt           | 8′ |
| Quintatön         | 8′ |
| Blockflöte        | 4′ |
| Prinzipal         | 2′ |
| Terzian II        |    |
| Scharffcymbel III |    |
|                   |    |
| Tremulant         |    |

| Pedal C–f1 |     |
| Subbass    | 16′ |
| Pommer     | 08′ |
| Choralbaß  | 04′ |
| Trompete   | 08′ |

- Koppeln: II/I, I/P, II/P

## Ehrung
Die Pfarrkirche wurde von der Stiftung zur Bewahrung kirchlicher Baudenkmäler in Deutschland (KiBa) als Kirche des Jahres 2023 ausgezeichnet. Die Auszeichnung ist ein Publikumspreis, eine undotierte Ehrenauszeichnung und wird jährlich vergeben.

## Persönlichkeiten
Der Pfarrer und Schriftsteller Ludwig Gotthard Kosegarten erhielt nach seiner Ordinierung 1792 das Pfarramt in Altenkirchen (bis 1808). Seine Strandpredigten wurden so populär, dass er 1806 bei Vitt eine achteckige Kapelle errichten ließ, um die Besucher aufnehmen zu können.
Ab 1823 war Friedrich Wilhelm von Schubert hier Pastor und Superintendent. Ihm folgte von 1857 bis zu seinem Tod 1886 Oskar von Sydow im Amt.

## Galerie

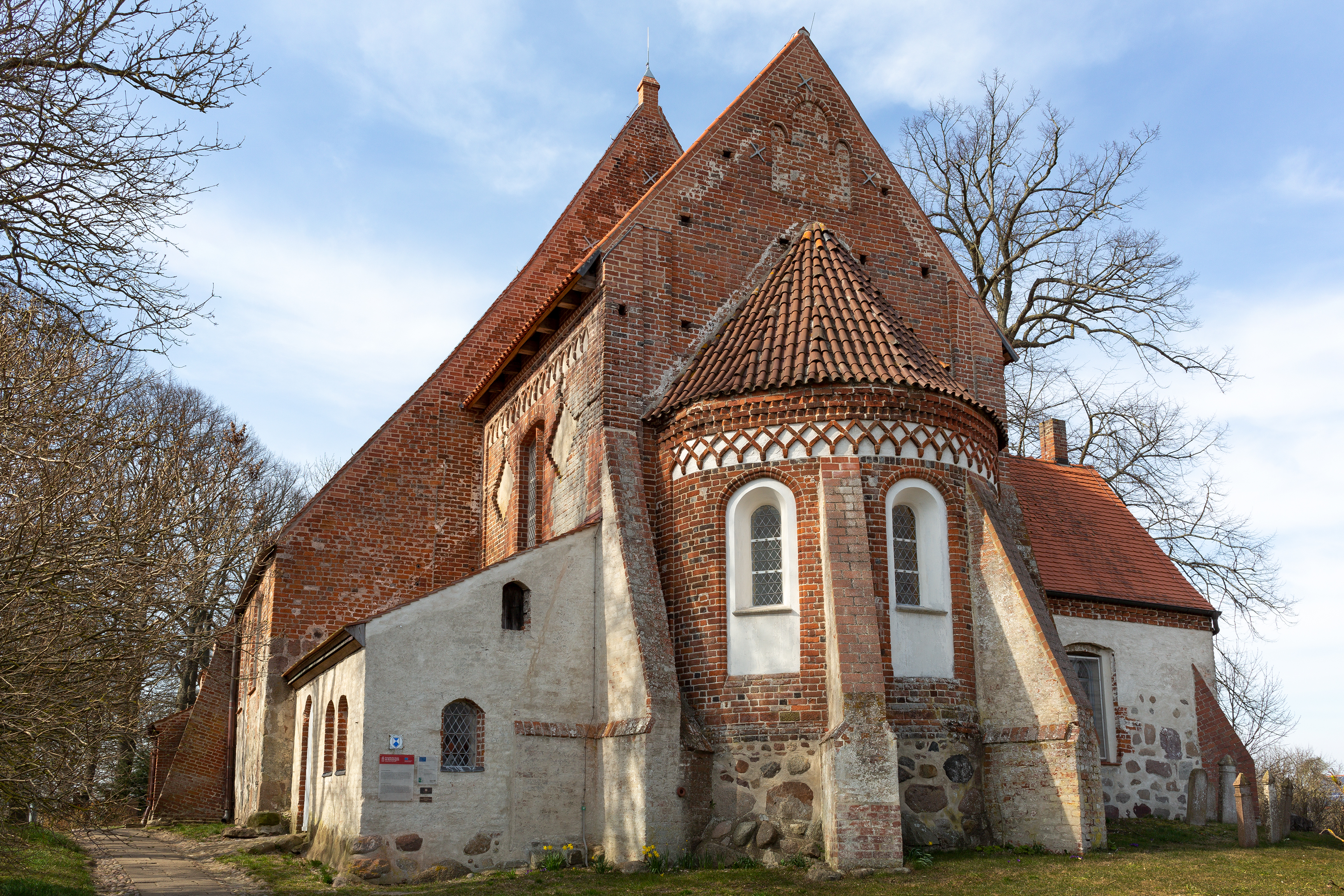
Außenansicht von Osten: Chor und Sakristei
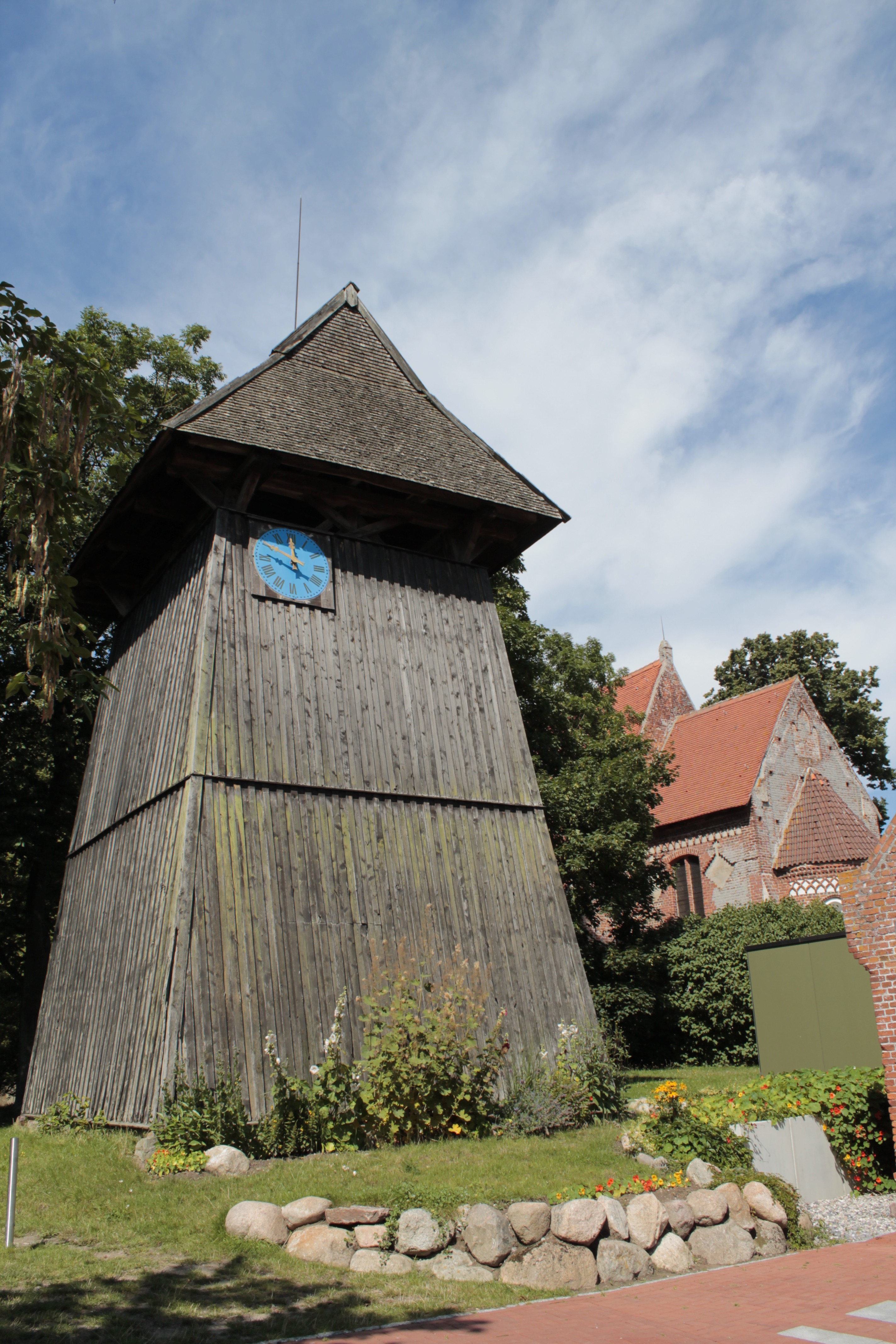
Glockenstuhl
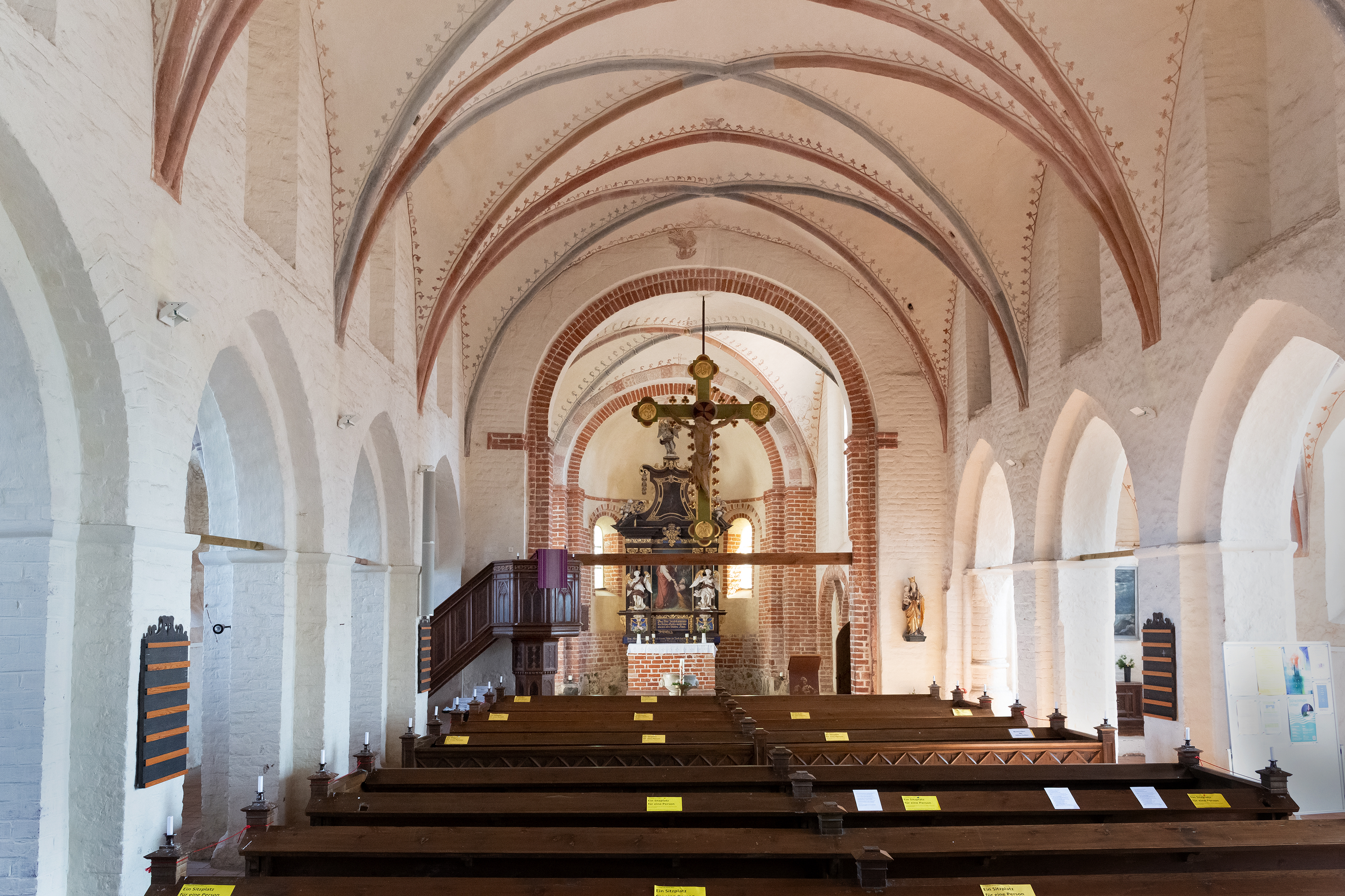
Mittelschiff mit Kreuzrippengewölbe und Pfeilerarkaden, Blick auf den Chor
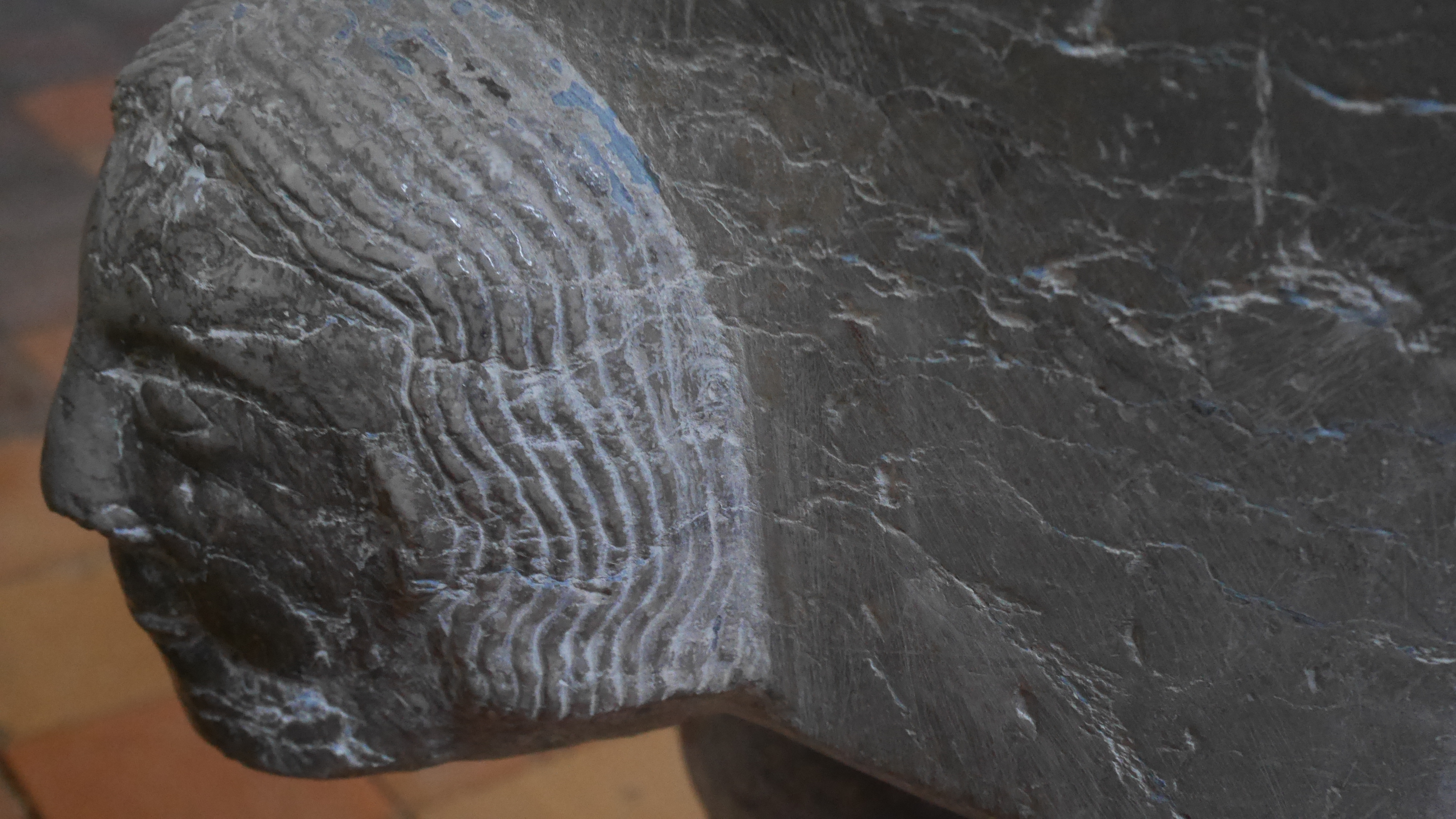
Tauffluss Detail